# Consolidated PBY Catalina
Consolidated PBY Catalina byl americký létající člun a později, od verze PBY-5A, obojživelný letoun. Jde o jeden z nejznámějších a nejrozšířenějších hydroplánů druhé světové války, do služby se dostal vedle námořnictva Spojených států i do jiných zemí. Proslavil se zejména odhalením japonského loďstva, které směřovalo k atolu Midway, kde byla svedena jedna z rozhodujících bitev války v Tichomoří a také nalezením bitevní lodě Bismarck 26. května 1941 při jejím pronásledování Brity v Atlantiku.
Posádky zkracovaly název Catalina na Cat (kočka), či Dumbo (Disneyho létající slon) při záchranných operacích. Celočerné Cataliny, používané pro noční útoky v Pacifiku, byly známé jako Black Cats. V kanadském letectvu sloužil PBY pod jménem Canso. 
Patří mezi nejúspěšnější letadla svého druhu a byla vyráběná ve velkých množstvích. Poslední Cataliny byly vyřazeny z aktivní služby v 80. letech. I dnes jsou využívány k různým účelům, například jako hasičská letadla.
Zkratka PBY znamená „PB“ pro „Patrol Bomber“ (hlídkový bombardér) a „Y“ jako kód pro označení strojů firmy „Consolidated Aircraft“ v americkém námořnictvu.

## Vývoj

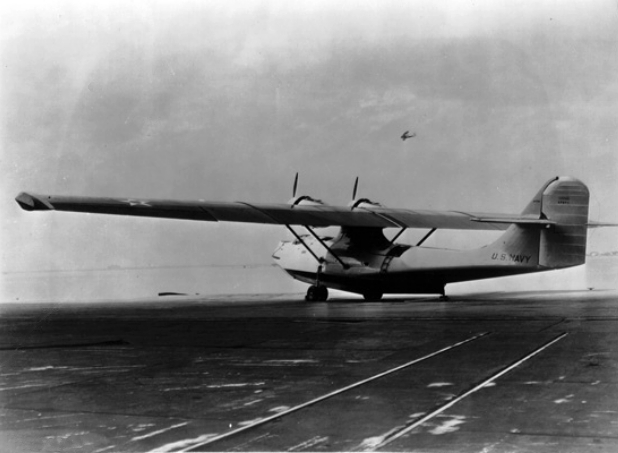
Prototyp Model 28, později přeznačený na XPBY-1.

Počátky vývoje hydroplánu Catalina sahají až do počátku 30. let, kdy byl vydán požadavek amerického vojenského námořnictva na hlídkový hydroplán. Americké firmy Consolidated a Douglas začaly roku 1933 s vývojem prototypů. Firma Consolidated Aircraft Corporation dokončila svůj první prototyp XP3Y-1 v roce 1935, kdy 28. března poprvé vzlétl. Americké námořnictvo tento stroj vyzkoušelo, ovšem požadovalo další zlepšení, takže ho v říjnu 1935 vrátilo zpět firmě k přepracování. Ta letoun osadila silnějšími motory, provedla některé úpravy a v květnu 1936 vyzkoušela. Letové zkoušky dopadly dobře, takže od září 1936 začala sériová výroba typu PBY-1. Stroj byl postupně modernizován a byly vyráběny další nové zlepšené verze. Kromě USA se letouny vyráběly licenčně v Kanadě a v SSSR, kam se též dodávaly v rámci dohody o půjčce a pronájmu. Celkem včetně licenčních strojů bylo vyprodukováno 4051 kusů.

## Verze

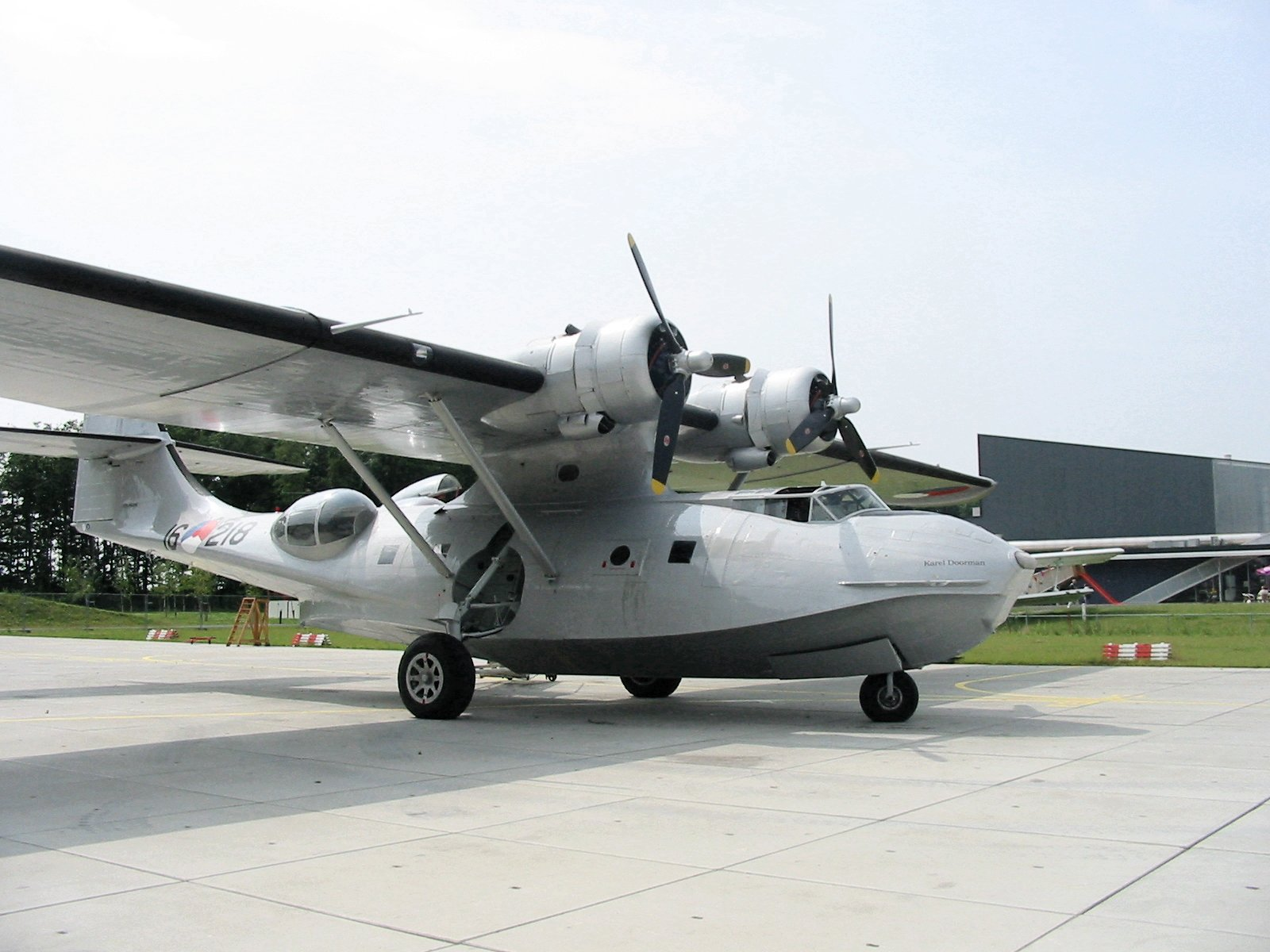
Dochovaná a letuschopná holandská PBY-5A Catalina v barvách 321. perutě nizozemského námořního letectva

- XP3Y-1: první prototyp s dvěma motory Pratt & Whitney R-1830-54 o výkonu 2 x 615 kW, výzbroj 4× kulomet Browning ráže 7,62 mm, 907 kg bomb
- XPBY-1: přepracovaný prototyp z května 1936, motory Pratt & Whitney R-1830-64 o výkonu 671 kW
- PBY-1: produkce září 1936 – červen 1937, vyrobeno 60 ks.
- PBY-2: produkce květen 1937 – únor 1938, úprava nosných ploch, 50 ks
- PBY-3: produkce listopad 1936 – srpen 1938, silnější motory, 66 kusů
- PBY-4: produkce květen 1938 – červen 1939, silnější motory, neprůstřelné sklo, zadní střeliště kryta stále ještě poklopy, ale u některých kusů poklopy nahrazeny prosklenými bublinami, 32 ks, 33. kus BuNo 1245 přestavěn na obojživelnou verzi – prototyp PBY-5A
- PBY-5: produkce září 1940 – červenec 1943, silnější motory, prosklené bubliny pozorovatele/střelce v zadní části trupu místo posuvného poklopu, nová SOP, 684 ks
- PBY-5A: produkce říjen 1941 – leden 1945, zatahovací podvozek příďového typu pro obojživelné operace, zlepšení výzbroje, 802 ks
- PBY-6A: produkce leden 1945 – květen 1945, zvětšení křídel, vyšší SOP, zvýšení nosnosti, nový elektrický a radiolokační systém, 175 ks

## Nasazení

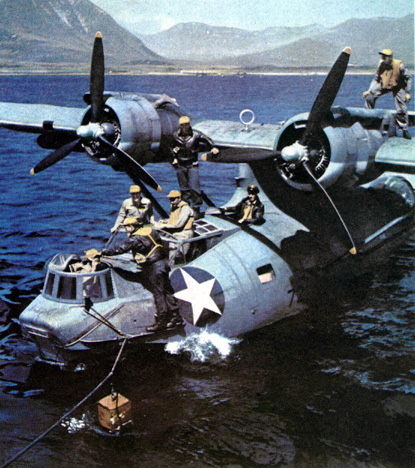
PBY na moři

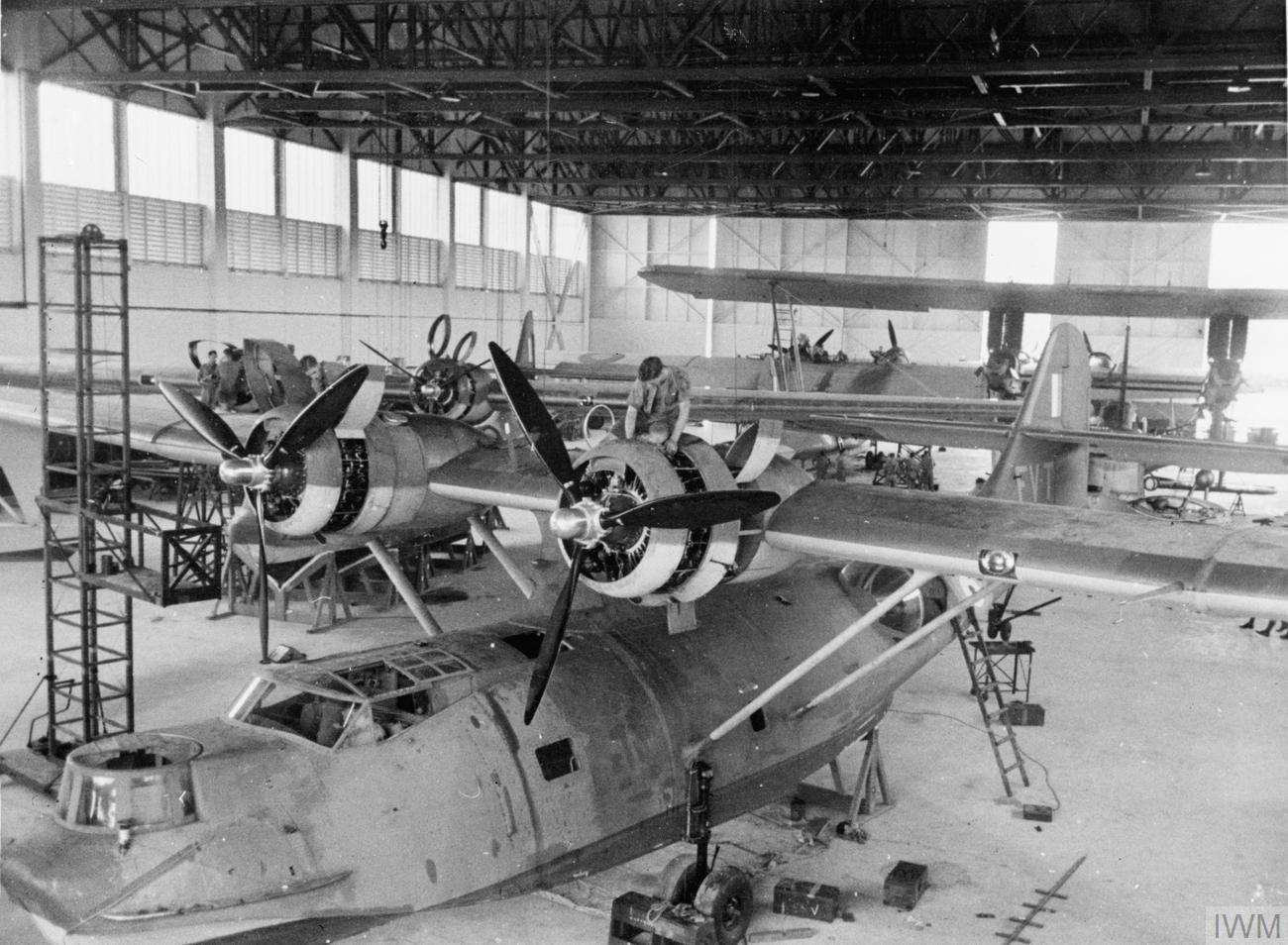
Catalina I 205. perutě RAF během údržby v hangáru v Seletaru v Singapuru.

PBY Catalina byl letoun užívaný k průzkumným účelům, k boji proti ponorkám a dopravním lodím, k dopravě i k záchranným akcím, při nichž se na moři hledali sestřelení piloti letadel či trosečníci. Ačkoliv byl poměrně pomalý a nemotorný, jednalo se o spolehlivý stroj, který měl navíc daleký dolet a velkou nosnost. Poměrně známé je jeho působení v Tichomoří, méně známá je jeho činnost v Atlantiku při ochraně konvojů do Murmanska či při honu na německou bitevní loď Bismarck. Letoun je považován za nejúspěšnější a nejvíce vyráběný hydroplán. Poslední Cataliny sloužily v armádách ještě v osmdesátých letech 20. století.

### Spojené království
V roce 1939 byla v USA zadána objednávka na typ PBY-5, které byly od května roku 1941 dodávány pod označením Catalina Mk.I v počtu 91 kusů. Poté následovala dodávka 223 vylepšených strojů Catalina Mk.IB a sedm Mk.II. 36 letounů Mk.IIA sloužilo jako víceúčelový průzkumný hydroplán. Zařazeny byly do 24 perutí RAF, včetně devíti jednotek Coastal Command.

### Austrálie
Prvních 18 letounů bylo v USA objednáno již v roce 1940 pro civilní dopravní společnost Quantas.
Samotné RAAF převzalo celkem 169 strojů Catalina, především verzí Mk.I a Mk.IV, které odpovídaly variantám PBY-5 a PB2N-2 s ocasními plochami převzatými z typu PBN-1 Nomad, které vyráběla kanadská pobočka společnosti Boeing. Australské Cataliny do výzbroje zařadila 11., 20., 42. a 43. peruť. Vyřazování těchto hydroplánů začalo ihned po skončení druhé světové války.

### Francie
Již během druhé světové války byly z USA dodány PBY-5A Catalina ozbrojeným silám svobodné Francie ve Velké Británii a v severní Africe. Během války a bezprostředně po ní sloužily k námořnímu průzkumu. Do konce padesátých let byly PBY-5A důležitým typem v jednotkách Aéronavale na kterém posádky nacvičovaly pátrací a záchrannou činnost. Do začátku šedesátých let sloužily jako spojovací. Vykonávaly přitom důležitou funkci vyhledávače starých minových polí z druhé světové války a jednotlivých min, které se uvolnily ze zakotvení a ohrožovaly lodní dopravu.

### Dánsko
Do služby dánského královského letectva se prvních osm strojů obojživelné verze Consolidated (Convair) PBY-5A dostalo z přebytků US Navy roku 1947, zejména pro výzkumné a zásobovací lety na území Grónska. U Kongelige Danske Flyvevaabnet dostaly Cataliny označení Type 82 a trupová evidenční čísla L-850 až L-857. Byly zařazeny ke smíšené transportní squadroně č. 721 s hlavní základnou ve Vaerlose u Kodaně. Grónskou hlavní základnou Catalin byla lokalita Groennendal. Po dlouhou dobu roji velel kapitán T.Jorgensen.
Od šedesátých let dánské letectvo udržovalo v letním období v Grónsku dva detašmenty Catalin. Jeden s názvem Airgroup East se základnou Mestervig na východním pobřeží ostrova a Airgroup West na západním s letištěm Narssarsunq. V zimním období byl v provozu pouze Airgroup West, bázující v Sonderstromfjordu.
Nedostatek náhradních dílů, hlavně však původních pohonných jednotek, dvouhvězdicových čtrnáctiválců Pratt & Whitney R1830-92, vedl k postupnému nahrazování motorů stejné řady R-1830-90C z dopravních C-47. Na některé Cataliny dánské letectvo instalovalo i povětrnostní a přehledový radar stejného typu, jaký používalo u transportních C-54. U Catalin však jeho anténa s plastovým krytem nebyla v přídi, ale v pouzdře neseném na pylonu za pilotní kabinou.
V roce 1957 posílila 721. squadronu dodávka dalších osmi letounů verze PBY-6A s vysokou svislou ocasní plochou (L-861 až L-868).
Cataliny obou verzí sloužily u dánského královského letectva až do počátku sedmdesátých let, v průběhu roku 1972 byly vyřazeny zbývající.

### SSSR
V licenci vyrobeno 27 kusů

## Specifikace (PBY-5A)

### Technické údaje
- Posádka: 9
- Rozpětí: 31,70 m
- Délka: 19,46 m
- Výška: 6,15 m
- Nosná plocha: 130 m²
- Hmotnost prázdného stroje: 9485 kg
- Max. vzletová hmotnost : 16 066 kg
- Pohonná jednotka: 2 × hvězdicový motor Pratt a Whitney R-1830-92
- Výkon pohonné jednotky: 1200 k (895 kW)

### Výkony
- Cestovní rychlost: 182 km/h
- Maximální rychlost: 288 km/h
- Dostup: 4000 m
- Stoupavost: 5,1 m/s
- Dolet: 4500 km

### Výzbroj
- 2-3 × kulomet Browning ráže 7,62 mm: jeden nebo dva v předním střelišti a jeden ve střelišti ve spodní zadní části trupu
- 2 × kulomet Browning ráže 12,7 mm v kapkovitých prosklených střelištích po stranách v trupu
- 1814 kg bomb, hlubinných náloží či torpéd

## Uživatelé
- Argentina, Austrálie, Brazílie, Chile, Čína, Filipíny, Kolumbie, Dánsko, Dominikánská republika, Ekvádor, Francie, Island, Indonésie, Izrael, Jižní Afrika, Mexiko, Nizozemí, Nový Zéland, Norsko, Peru, SSSR, Švédsko, Uruguay, USA (US Navy, USAAF), Velká Británie (RAF)